# Victor Manuel Gerena
Victor Manuel Gerena (Nova Iorque, 24 de junho de 1958) é um norte-americano procurado pelo FBI por sua conexão no assalto à mão armada e roubo de aproximadamente sete milhões de dólares a uma empresa de segurança em Connecticut. De acordo com policiais, Gerena tomou dois empregados da empresa de segurança como reféns. Os empregados foram algemados, amarrados e receberam uma injeção de uma substância desconhecida para ficarem ainda mais incapacitados. A recompensa oferecida por informações que levem à captura de Victor Manuel Gerena chega a 1 milhão de dólares.